# Diwali
Diwali (Dīpāwalī eller Deepavali) är inom hinduismen den stora ljusfesten, och varianter av den firas även inom jainismen, sikhismen och delar av buddhismen. Den symboliserar den andliga segern för dharma över adharma, ljus över mörker, gott över ont och kunskap över okunskap. Diwali firas under de hinduiska kalendermånaderna Ashvin och Karttika, mellan slutet av oktober och mitten av november. Festivalens namn kommer från sanskrit-ordet divapali, med betydelsen 'rad av ljus'.

## Betydelse

### Hinduismen
Diwali är en av Indiens viktigaste högtider, och hinduer över hela världen firar Diwali för att högtidlighålla återkomsten av Lord Rama, hans fru Sita, bror Lakshmana och herre Hanuman till Ayodhya från exilen, 14 år efter att Rama besegrade Ravana. Högtiden motsvarar nyår. Detta är särskilt markant i norra Indien, medan man i Bengalen firar gudinnan Kali och i södra Indien Krishnas seger över demonen Ravana.
Denna festival är känd som ljusets högtid. Den pågår under fem dagar kring nymånedagen i den hinduiska månaden Karttika.

### Andra indiska religioner
Diwalli är också viktig inom jainismen, där den ägnas åt minnet av Mahaviras upplysning och befrielse från den eviga cykeln och liv och död (samsara). Här fungerar de tända ljusen som en hyllning av ljuset från Mahaviras heliga kunskap.
Sedan 1700-talet firas Diwali även inom sikhismen. Här firas den i minne av Guru Hargobinds återkomst till Amritsar från hans fångenskap i Gwalior; detta efterliknar Ramas återkomst till Ahyodhya. Under firandet tänder boende i Amritsar lampor över hela staden.
Inom buddhismen är Diwali ingen större festival, men några buddhister firar den som minne av dagen när kejsar Ashoka konverterade till buddhismen. Detta firande sker hos vajrayana-buddhisterna inom newar-folket i Nepal, där man tänder lampor, dekorerar tempel och kloster och ber till Buddha.

## Firande

### I allmänhet
I norra Indien firas Ramas efter dennes 14-åriga exil tillsammans med sin hustru Sita. Lampor tänds för att välkomna Rama hem till Ayodhya. Det är en dag då man enligt den hinduiska tron ska vara snäll mot andra människor.

Den fyraarmade gudinnan Lakshmi, som står för lycka och rikedom, firas också under högtiden Diwali. Gudinnan avbildas ofta sittande på en lotusblomma med guldmynt strödda omkring sig. I samband med detta målas tecken på dörrarna (ofta med den heliga stavningen Aum), för att locka Lakshmi att komma och välsigna hemmet, och altare byggs till gudinnans ära. På altaret finns rökelse, en oljelampa, vatten och blommor. Rökelsen bärs i ena handen med svängande rörelser, och i den andra bärs en liten klocka.  

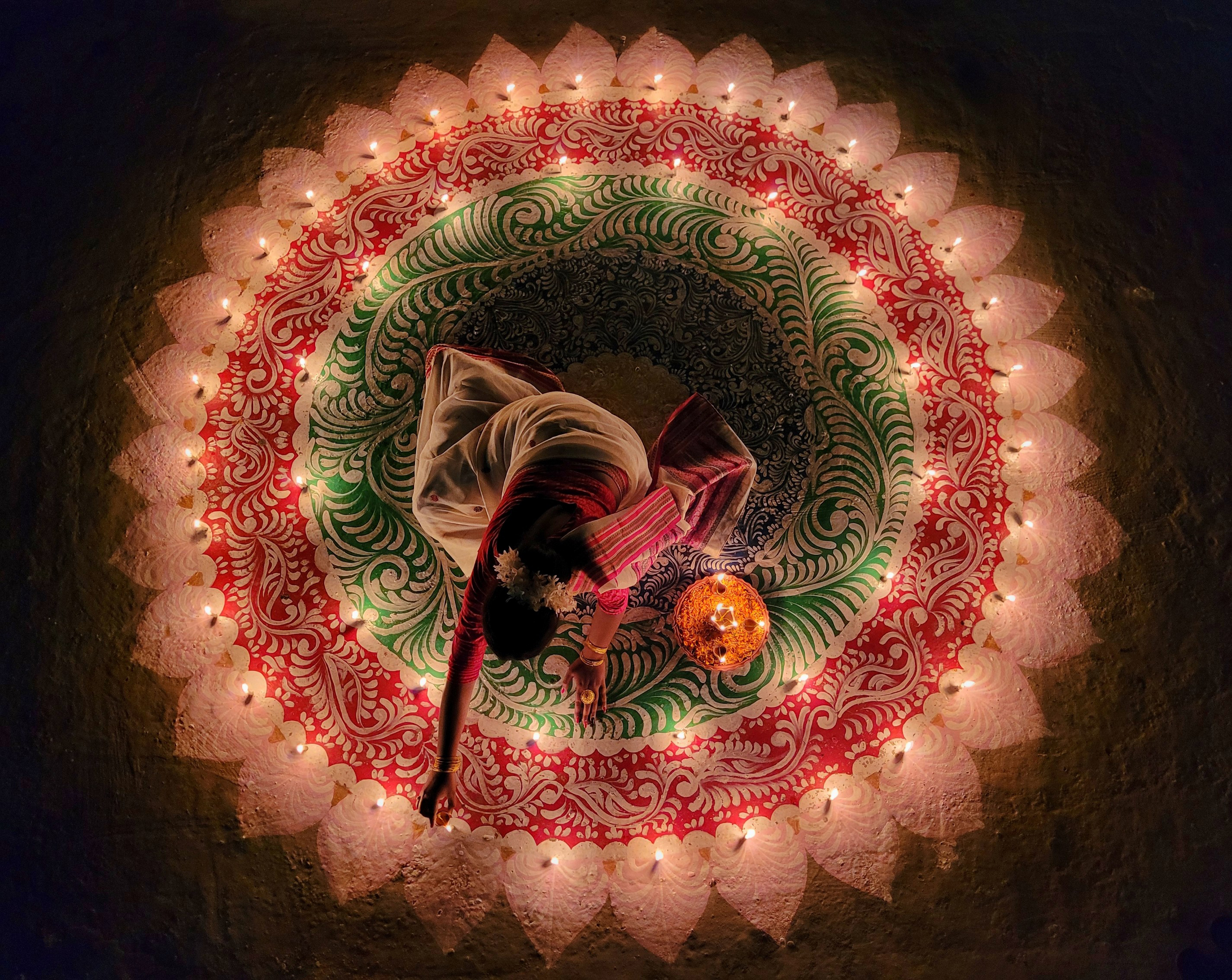
En kvinna tänder ljus under firandet av Diwali.

I hus, på gårdar och i butiker tänds små ljus i lerhållare (diyas), och tända ljus placeras i floderna. Budskapet är att det goda segrar över det onda. Under högtiden passar släktingar på att hälsa på hos varandra, gåvor delas ut och olika maträtter serveras. Tillsammans sjunger och dansar man, och fyrverkerier avfyras för att driva bort illvilliga krafter.

### Fem dagar
Under Diwali äger olika händelser rum under de fem dagarna:
1. Dhanteras – en rengöringens dag och tid för att köpa små föremål av guld. Lakshmi är i fokus.
2. Naraka Chaturdashi eller Dhoti Diwali – firande av Krishnas förstörelse av Narakasura. Böne erbjuds till förfädernas andar.
3. Lakshmi Puja – där släkten vill ha Lakshmis lyckobringande välsignelse. Olika sorters ljus tänds, det är fyrverkerier och man besöker tempel. Detta är huvuddagen under firandet.
4. Govardhan Puja, Balipratipada eller Annakut – firande av Krishnas upplyftande av berget Govardhan, för att skydda kovaktarna som trotsar Indra och dennes störtflod av regn. Detta är den första dagen av Karttika och nyårsdagen enligt den hinduiska kalendern. Affärsmän deltar i religiösa ceremonier och börjar på nya bokföringsböcker.
5. Bhaj Dooj, Bhai Tika eller Bhai Bij – firande av bandet mellan bröder och systrar. Systrarna ber om sina bröders lycka och framgång, i likhet med under högtiden Raksha Bandhan.

### Andra sedvänjor
Under Diwali äger vanligen många besök av fränder och vänner rum, gåvor utbytes, man går klädd i nya kläder, festar och ger allmosor. Kortspel och andra spel uppmuntras som ett sätt att önska välgång inför det kommande året, till minne av tärningsspelet mellan Shiva och Parvati på berget Kailasa och liknande tävlingar mellan Radha och Krishna. I syfte att hedra Lakshmi vinner alltid den kvinnliga spelaren.